# Eritrichium villosum
Eritrichium villosum là loài thực vật có hoa trong họ Mồ hôi. Loài này được (Ledeb.) Bunge mô tả khoa học đầu tiên năm 1836.